# Rivula unctalis
Rivula unctalis är en fjärilsart som beskrevs av Warren. Rivula unctalis ingår i släktet Rivula och familjen nattflyn. Inga underarter finns listade.